# ホワイト効果

White's illusion

ホワイト効果（ホワイトこうか）あるいはホワイト錯視（ホワイトさくし、White's illusion）は、錯視の一つであり、輝度の等しい2領域が、周辺の領域によって異なる明るさの知覚を生じる効果である。
灰色の長方形は全て同じ輝度であるが、暗い縞模様のなかにあるものはより明るく、明るい縞模様のなかにあるものはより暗く見える。この効果は、同時対比に基づく単純な生理学的説明から予測されるのとは、逆の効果である(この場合、長辺を暗い縞と共有している長方形は明るく見えなければならない)。
灰色のバーが実際には同じ輝度であることを確認するには、画像を見つめて目を交差させることで、大きな灰色のバーが一列に並ぶようにすればよい(交差法についてはステレオグラムを参照)。このことで、灰色のバーが実際に同じ輝度であることが確認できる。
類似した例には、OHPのスクリーンである。スクリーン上では、実際には明るい白であっても、照度の低い領域は暗く見える。ただしこれはの例であり、ホワイト効果の一種ではない。